# Schergesbachaue
Koordinaten: 50° 51′ 8″ N, 10° 8′ 15″ O
Das Naturschutzgebiet Schergesbachaue liegt im Wartburgkreis in Thüringen. Es erstreckt sich nordwestlich von Tiefenort, einem Stadtteil von Bad Salzungen, entlang des Schergesbaches, eines kleinen Zuflusses der Werra. Am nordwestlichen Rand des Gebietes verläuft die B 84 und am nordöstlichen Rand die Landesstraße L 1120, südlich fließt die Werra.

## Bedeutung
Das 34,3 ha große Gebiet mit der NSG-Nr. 222 wurde im Jahr 1998 unter Naturschutz gestellt.